# Terminator : Un autre futur
Terminator : Un autre futur (The Terminator: Dawn of Fate) est un jeu vidéo d'action développé par Paradigm Entertainment et édité par Atari SA, sorti en 2002 sur PlayStation 2 et Xbox.

## Trame
Le jeu propose une histoire originale se déroulant dans le futur. Il raconte les événements qui ont permis à Kyle Reese de retourner dans le passé dans le premier film Terminator.
L'un des personnages jouables principaux est Perry, simplement mentionné dans le film.

## Accueil
- Jeux vidéo Magazine : 8/20[1]
- Jeuxvideo.com : 10/20[2]